# Гюнтер, Отто
Отто Фердинанд Гюнтер (нем. Otto Ferdinand Günther; 4 ноября 1822, Лейпциг — 12 сентября 1897) — немецкий культурный деятель.
Окончил лейпцигскую школу Святого Николая, затем изучал право, практиковал как адвокат, возглавлял вотчинный суд в лейпцигских пригородах Лючена и Лёссниг. Доктор права. В 1867—1872 гг. член лейпцигского городского совета.
Будучи страстным любителем музыки и искусства, входил в состав попечительских советов и директорий Лейпцигской консерватории, оркестра Гевандхауса, лейпцигского Музея искусств и ремёсел. В 1881 г. возглавил директорат Лейпцигской консерватории и руководил этим учебным заведением до конца жизни. Под руководством Гюнтера было сооружено новое здание консерватории (по проекту Хуго Лихта), принявшее студентов в 1887 году, были открыты классы для обучения всем оркестровым инструментам, выделена в особое подразделение оперная школа.